# セグンダ・ディビシオンB
セグンダ・ディビシオンB（Campeonato Nacional de Liga de Segunda División B、国内2部リーグB）は、102チームを5つのグループに分けて運営されていたスペインのサッカーリーグ構成の第3部だった。スペインサッカー連盟が運営していた。プリメーラ・ディビシオン（ラ・リーガ）とセグンダ・ディビシオンの下、テルセーラ・ディビシオンの上に位置していた。セグンダ・ディビシオンBには、多くのリーガ・エスパニョーラとセグンダ・ディビシオンのチームのリザーブチームが含まれていた。
2021-22シーズンからは、スペイン連盟（RFEF）がプリメーラ・ディビシオンRFEFというセミプロの3部リーグを新設したため、セグンダ・ディビシオンBは第4部となり、セグンダ・ディビシオンRFEFに改称された。

## 開催概要

### 試合方式
全80チームが20チームずつ4つのグループに分かれて戦う。ホーム・アンド・アウェー方式の2回戦総当りの全38節。勝ち点は勝ち3、引き分け1、負け0である。
2019-20シーズンにおける地域によるグループ分けは以下のとおり。チーム数調整のためにグループ分けが変更されることがたびたびあり、場合によっては1つの州が複数のグループに分けられることもある。
- グループ1 ガリシア州、マドリード州、カスティーリャ・イ・レオン州、カスティーリャ・ラ・マンチャ州
- グループ2 アストゥリアス州、カンタブリア州、カスティーリャ・イ・レオン州、バスク州、ナバラ州、ラ・リオハ州
- グループ3 カタルーニャ州、バレンシア州、バレアレス諸島、アラゴン州
- グループ4 アンダルシア州、メリリャ、カナリア諸島、ムルシア州、エストレマドゥーラ州

### 昇格
各グループ上位4チームの計16チームでプレイオフを行う。2008年までは16チームを4グループに振り分けなおしてトーナメント方式で争い、各グループで勝ち上がった1チーム、計4チームがセグンダ・ディビシオンに昇格するという方式だったが、2009年からは各グループの1位にとってより有利な形式に変更され、また昇格に加えてその年のセグンダBチャンピオンも決める戦いが行われている。各グループの1位同士が対戦して（2カード）その勝者2チームがまず昇格確定、この2チームはさらに同年のセグンダBチャンピオンの座を賭けて対戦する。また、グループ2位と4位の対戦が4試合、3位同士の対戦が2試合行われ、これを勝ち抜いた6チームと前述の1位同士の対決で敗れた2チームを合わせた8チームを4チームずつ2つに分け、トーナメントで勝ち抜いた2チームが昇格となる。対戦は全てホーム&アウェーで行われ、各グループでの順位が下のチームが先にホームで戦うが、順位が同じ場合は抽選によって決定される。
なお、リザーブチームの昇格には以下のような制限がある。リーガ・エスパニョーラではトップチームとリザーブチームが同じリーグに所属することは禁じられている。トップチームが翌シーズンにおいてセグンダ・ディビシオンに所属することが決定している場合には、たとえセグンダ・ディビシオンBに所属するリザーブチームが昇格プレイオフに参加できる順位でシーズンを終えたとしてもその権利は認められない。この場合、シーズン順位で次点のチームがプレイオフ参加の権利を得る。

### 降格
各グループ下位4チームの計16チームがテルセーラ・ディビシオンへと自動降格する。また、各グループ16位の計4チームは降格プレイオフを行い、そのうち2チーム（2013年には3チーム）がテルセーラ・ディビシオンに降格。残り2チームがセグンダ・ディビシオンBに残留する。降格プレイオフは4チームを2つのグループに分け、ホーム・アンド・アウェーの2試合を行い勝利したチームが残留となる。
もしも、セグンダ・ディビシオンBに所属するリザーブチームのトップチームがこのディビシオンへ降格してくることが決定した場合には、そのリザーブチームは自動的にテルセーラ・ディビシオンへ降格することになる。

### 備考
- 各グループの上位5チームと、残りの全チームのうち最も勝ち点の多かった2チームが翌シーズンのコパ・デル・レイへの出場権を得る。（リザーブチームを除く）(セグンダ・ディビシオン枠に参加資格のないリザーブチームがいた場合はこのチーム数が増える。)
- 上記コパ・デル・レイへの参加資格を得られなかったチーム（テルセーラからの昇格組を含む）はコパ・フェデラシオンへと参加することができる。

## 歴史
1928年にプリメーラ・ディビシオン、セグンダ・ディビシオンとともに誕生した。1928-29シーズンは10クラブが参加し、クルトゥラル・レオネサが初代チャンピオンとなった。
ところがまだシステムが確定していない時期であったため、翌シーズンには早くも姿を消してしまった。新しく第3のリーグとなったのはテルセーラ・ディビシオンである。このリーグ構成は1977年まで続いた。
セグンダ・ディビシオンBは1977-78シーズンにセグンダとテルセーラの間に割り込む形で第3のリーグとして復活。この当時は20チームずつ2つのグループによって構成されていた。1986-87シーズンに一旦22チーム1グループ体制になったのち、1987-88シーズンに20チーム4グループの現在の形となった。なお、1986年のリーグ縮小時には前年度各グループの半数以上の合計25チームがテルセーラへ降格となっており、セグンダからの降格組4チーム、残留組13チーム、テルセーラからの昇格組5チームの顔ぶれとなったが、翌年の拡張の際にはセグンダからの降格がなかったため、昇格4チーム、降格1チームを除いた残留17チームとテルセーラからの昇格63チームが4地区に分けられた。
2020年5月6日、スペインサッカー連盟は、これまで4グループ80チームだったチーム数を、5グループ102チームにまで拡大して2020-21シーズンのセグンダ・ディビシオンBを行うことを発表した。全クラブの内訳はテルセーラ・ディビシオンから20チームが昇格し、セグンダ・ディビシオンから2チームが降格、2019-20シーズンにセグンダ・ディビシオンBに所属していた80クラブである。
また、2021-22シーズンからのスペインリーグ構成の変更も併せて発表された。現行のセグンダ・ディビシオンBは3部から4部相当のディヴィジョンに落とされ、空いた3部相当のリーグにはプリメーラ・ディビシオンRFEFと呼ばれるリーグが入ることになった、このプリメーラ・ディビシオンRFEFは2グループ40チームの構成である。

## 過去の優勝クラブ
2009年より、グループ優勝クラブによるセグンダ・ディビシオンB優勝クラブ決定戦が行われている。
| 年        | 1グループのみ                                        | 1グループのみ                      | 1グループのみ                      | 1グループのみ                |
| --------- | ---------------------------------------------------- | ---------------------------------- | ---------------------------------- | ---------------------------- |
| 1928-29   | クルトゥラル・レオネサ                               | クルトゥラル・レオネサ             | クルトゥラル・レオネサ             | クルトゥラル・レオネサ       |
| 年        | グループI                                            | グループII                         | グループIII                        | グループIV                   |
| 1977-78   | ラシン・フェロル                                     | ADアルメリア                       | なし                               | なし                         |
| 1978-79   | パレンシアCF                                         | レバンテUD                         | なし                               | なし                         |
| 1979-80   | バラカルドCF                                         | リナーレスCF                       | なし                               | なし                         |
| 1980-81   | セルタ・デ・ビーゴ                                   | RCDマヨルカ                        | なし                               | なし                         |
| 1981-82   | FCバルセロナB                                        | シェレスCD                         | なし                               | なし                         |
| 1982-83   | ビルバオ・アスレティック                             | グラナダCF                         | なし                               | なし                         |
| 1983-84   | CEサバデル                                           | ロルカ・デポルティーバCF           | なし                               | なし                         |
| 1984-85   | セスタオSC                                           | ラージョ・バジェカーノ             | なし                               | なし                         |
| 1985-86   | UEフィゲレス                                         | シェレスCD                         | なし                               | なし                         |
| 年        | 1グループのみ                                        | 1グループのみ                      | 1グループのみ                      | 1グループのみ                |
| 1986-87   | CDテネリフェ                                         | CDテネリフェ                       | CDテネリフェ                       | CDテネリフェ                 |
| 年        | グループI                                            | グループII                         | グループIII                        | グループIV                   |
| 1987-88   | SDエイバル                                           | CFJモリェルッサ                    | UDサラマンカ                       | UDアルシーラ                 |
| 1988-89   | ビルバオ・アスレティック                             | パラモスCF                         | アトレティコ・マドリードB          | レバンテUD                   |
| 1989-90   | レアル・アビレス・インドゥストリアル                 | UEリェイダ                         | アルバセテBP                       | オリウエラ・デポルティーバCF |
| 1990-91   | レアル・マドリード・カスティージャ                   | ラシン・サンタンデール             | CDバダホス                         | FCバルセロナB                |
| 1991-92   | UDサラマンカ                                         | UEサン・アンドレウ                 | FCカルタヘナ                       | CAマルベーリャ               |
| 1992-93   | UDサラマンカ                                         | デポルティーボ・アラベス           | レアル・ムルシア                   | UDラス・パルマス             |
| 1993-94   | UDサラマンカ                                         | デポルティーボ・アラベス           | UDAグラマネート                    | CFエストレマドゥーラ         |
| 1994-95   | ラシン・フェロル                                     | デポルティーボ・アラベス           | レバンテUD                         | コルドバCF                   |
| 1995-96   | UDラス・パルマス                                     | スポルティング・デ・ヒホン         | レバンテUD                         | レアル・ハエン               |
| 1996-97   | スポルティング・デ・ヒホン                           | CDアウレーラ・デ・ビトーリア       | ジムナスティック・タラゴナ         | コルドバCF                   |
| 1997-98   | CPカセレーニョ                                       | バラカルドCF                       | FCバルセロナB                      | マラガCF                     |
| 1998-99   | ヘタフェCF                                           | クルトゥラル・レオネサ             | レバンテUD                         | UDメリリャ                   |
| 1999-2000 | ウニベルシダ・ラス・パルマス・デ・グラン・カナリアCF | RSヒムナスティカ・デ・トレラベーガ | CFガンディア                       | グラナダCF                   |
| 2000-01   | アトレティコ・マドリードB                            | ブルゴスCF                         | UDAグラマネート                    | カディスCF                   |
| 2001-02   | バラカルドCF                                         | FCバルセロナB                      | レアル・マドリード・カスティージャ | モトリルCF                   |
| 2002-03   | ウニベルシダ・ラス・パルマス・デ・グラン・カナリアCF | レアル・ウニオン                   | CDカステリョン                     | アルヘシラスCF               |
| 2003-04   | ポンテベドラCF                                       | アトレティコ・マドリードB          | UEリェイダ                         | UDランサローテ               |
| 2004-05   | レアル・マドリード・カスティージャ                   | SDポンフェラディーナ               | アリカンテCF                       | セビージャ・アトレティコ     |
| 2005-06   | ウニベルシダ・ラス・パルマス・デ・グラン・カナリアCF | UDサラマンカ                       | CFバダローナ                       | FCカルタヘナ                 |
| 2006-07   | ポンテベドラCF                                       | SDエイバル                         | アリカンテCF                       | セビージャ・アトレティコ     |
| 2007-08   | ラージョ・バジェカーノ                               | SDポンフェラディーナ               | ジローナFC                         | エシハ・バロンピエ           |
| 2008-09   | レアル・ウニオン                                     | FCカルタヘナ                       | CDアルコヤーノ                     | カディスCF                   |
| 2009-10   | SDポンフェラディーナ                                 | ADアルコルコン                     | UEサン・アンドレウ                 | グラナダCF                   |
| 2010-11   | CDルーゴ                                             | SDエイバル                         | CEサバデル                         | レアル・ムルシア             |
| 2011-12   | レアル・マドリード・カスティージャ                   | CDミランデス                       | CDアトレティコ・バレアレス         | カディスCF                   |
| 2012-13   | CDテネリフェ                                         | デポルティーボ・アラベス           | CEロスピタレート                   | レアル・ハエン               |
| 2013-14   | ラシン・サンタンデール                               | セスタオ・リーベル・クルブ         | UEリャゴステラ                     | アルバセテ・バロンピエ       |
| 2014-15   | レアル・オビエド                                     | SDウエスカ                         | ジムナスティック・タラゴナ         | カディスCF                   |
| 2015-16   | ラシン・サンタンデール                               | レアル・マドリード・カスティージャ | CFレウス・デポルティウ             | UCAMムルシアCF               |
| 2016-17   | クルトゥラル・レオネサ                               | アルバセテ・バロンピエ             | FCバルセロナB                      | ロルカFC                     |
| 2017-18   | CFラージョ・マハダオンダ                             | ミランデス                         | RCDマヨルカ                        | FCカルタヘナ                 |
| 2018-19   | CFフエンラブラダ                                     | ラシン・サンタンデール             | CDアトレティコ・バレアレス         | レクレアティーボ・ウエルバ   |
| 2019-20   | CDアトレティコ・バレアレス                           | UDログロニェス                     | CDカステリョン                     | FCカルタヘナ                 |

2020-21シーズンは、新型コロナウイルス感染拡大により、リーグを第1ステージと第2ステージ、セグンダ・ディビシオン昇格プレーオフの3ステージに分割して開催された。
第1ステージは、リーグをIからVの5つのグループに分け、更に各グループをAとBの2つのサブグループに分割した。ここへ82クラブを州ごとに、1サブグループに10クラブ（グループII-AとIII-Aは11クラブ）となるように振り分け、1回戦総当たりのリーグ戦を行い、各グループ上位3クラブをセグンダ・ディビシオン（2部）昇格を賭けた第2ステージ（グループC）に、中位3クラブ（グループII-AとIII-Aは4クラブ）はプリメーラ・ディビシオンRFEF（3部、新規設立）参加を賭けた第2ステージ（グループD）に、下位3クラブはセグンダ・ディビシオンRFEF（4部、「セグンダ・ディビシオンB」から改称）参加を賭けた第2ステージ（グループE）にそれぞれ進出する。
第2ステージは、グループC、D、EをIからVの5つのサブグループに分け、1回戦総当たりのリーグ戦を行う。
グループCは、各サブグループ上位3クラブがセグンダ・ディビシオン昇格を賭けたプレーオフに、下位2クラブはプリメーラ・ディビシオンRFEFに参加となる。また、各グループ4位同士で1回戦総当たりのリーグ戦を行い、1位となったクラブのみがセグンダ・ディビシオン昇格プレーオフに進出、残る4クラブはプリメーラ・ディビシオンRFEFに参加する。
グループDは、各サブグループ上位2クラブがプリメーラ・ディビシオンRFEFに参加、下位4クラブ（グループII-DとIII-Dは5クラブ）はセグンダ・ディビシオンRFEFに参加する。
グループEは、各サブグループ上位2クラブがセグンダ・ディビシオンRFEFに参加、下位5クラブはテルセーラ・ディビシオンRFEF（5部、「テルセーラ・ディビシオン」から改称）に降格となる。また、各グループ3位同士で1回戦総当たりのリーグ戦を行い、上位5クラブがセグンダ・ディビシオンRFEFに参加、最下位の6位となったクラブはテルセーラ・ディビシオンRFEFに降格する。
セグンダ・ディビシオン昇格プレーオフは、シングルレグの一発勝負で行われる。16クラブによる準決勝を行い、これに勝利した8クラブが決勝に進出する。決勝で勝利した4クラブがセグンダ・ディビシオンに昇格し、これ以外の12クラブはプリメーラ・ディビシオンRFEFに参加する。
| 年      | グループI                                | グループII                                 | グループIII                                   | グループIV                              | グループV                                                       |
| ------- | ---------------------------------------- | ------------------------------------------ | --------------------------------------------- | --------------------------------------- | --------------------------------------------------------------- |
| 2020-21 | セルタ・デ・ビーゴB（A） ブルゴスCF（B） | レアル・ソシエダB（A） CDトゥデラーノ（B） | ジムナスティック・タラゴナ（A） UDイビサ（B） | アルヘシラスCF（A） UCAMムルシアCF（B） | UDサン・セバスティアン・デ・ロス・レジェス（A） CDバダホス（B） |

## 歴代得点王
| シーズン | 選手                              | 在籍クラブ                                        | 得点 |
| -------- | --------------------------------- | ------------------------------------------------- | ---- |
| 2000-01  | キコ・レイ エゴイツ・スキア       | CDオウレンセ SDベアサイン                         | 22   |
| 2001-02  | ハルナ・ババンギダ ダビド・プラツ | バルセロナB CEマタロ・エスコーラ・デ・フトボル    | 23   |
| 2002-03  | キコ・ラカーサ                    | デポルティーボ・アラベスB                         | 22   |
| 2003-04  | パウリーノ・マルティネス          | クルトゥラル・レオネサ                            | 21   |
| 2004-05  | ケパ・ブランコ                    | セビージャ・アトレティコ                          | 23   |
| 2005-06  | イニゴ・ディアス・デ・セリオ      | レアル・ソシエダB                                 | 24   |
| 2006-07  | ユーリ・ジ・ソウザ ハビ・モレノ   | ポンテベドラCF コルドバCF                         | 24   |
| 2007-08  | ルシアーノ・ベッキオ              | メリダUD                                          | 22   |
| 2008-09  | タリク・スペシエ                  | CDプエルトジャーノ                                | 24   |
| 2009-10  | アイラム・ロペス・カブレーラ      | CDテネリフェB                                     | 27   |
| 2010-11  | ミケル・アルアバレーナ            | CDレガネス                                        | 21   |
| 2011-12  | ヘスス・ペレーラ                  | CDアトレティコ・バレアレス                        | 23   |
| 2012-13  | アリダーネ・サンターナ            | CDテネリフェ                                      | 27   |
| 2013-14  | ホセル                            | SDコンポステラ                                    | 30   |
| 2014-15  | ミゲル・リナレス                  | レアル・オビエド                                  | 28   |
| 2015-16  | マリアーノ・ディアス              | レアル・マドリード・カスティージャ                | 25   |
| 2016-17  | ボルハ・イグレシアス              | セルタ・デ・ビーゴB                               | 32   |
| 2017-18  | エンリク・ガジェゴ                | UEコルネジャ/エストレマドゥーラUD                 | 27   |
| 2018-19  | アシエル・ビジャリブレ            | ビルバオ・アスレティック                          | 23   |
| 2019-20  | ルフィーノ・サンチェス            | インテルナシオナル・デ・マドリード/ポンテベドラCF | 18   |
| 2020-21  | カルリートス                      | FCアンドラ                                        | 18   |